# Extractor Soxhlet

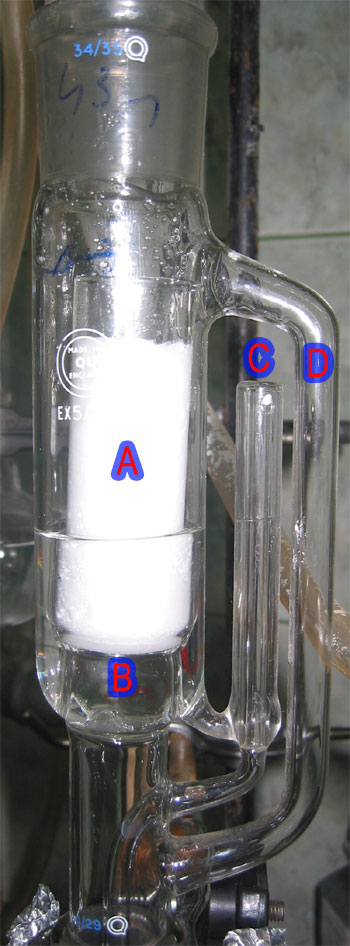
Imagen de un Soxhlet

Encastres de las diferentes partes del aparato

El extractor Soxhlet o simplemente Soxhlet (en honor a su inventor Franz von Soxhlet) es un tipo de material de vidrio utilizado para la extracción de compuestos, generalmente de naturaleza lipídica, contenidos en un sólido, a través de un disolvente afín.

## Descripción
El condensador está provisto de una chaqueta de 100 mm de longitud, con espigas para la entrada y salida del agua de enfriamiento. El extractor tiene una capacidad, hasta la parte superior del sifón, de 10 mL; el diámetro interior del extractor es de 20 mm y su longitud de 90 mm. El matraz es de 500 mL de capacidad.
Está conformado por un cilindro de vidrio vertical de aproximadamente un pie de alto y una pulgada y media de diámetro. La columna está dividida en una cámara superior y otra inferior. La superior o cámara de muestra sostiene un sólido o polvo del cual se extraerán compuestos. La cámara de disolvente, exactamente abajo, contiene una reserva de disolvente orgánico, éter o alcohol.
Dos tubos vacíos, o brazos, corren a lo largo a un lado de la columna para conectar las dos cámaras. El brazo de vapor corre en línea recta desde la parte superior de la cámara del disolvente a la parte superior de la cámara del sólido. El otro brazo, para el retorno de disolvente, describe dos U sobrepuestas, que llevan desde la cámara de la muestra el disolvente hasta la cámara de disolvente. El soxhlet funciona cíclicamente, para extraer las concentraciones necesarias de algún determinado compuesto.
Éste funciona de la siguiente forma: Cuando se evapora, el disolvente sube hasta el área donde es condensado; aquí, al caer y regresar a la cámara de disolvente, va separando los compuestos hasta que se llega a una concentración deseada. Esto puede ocasionar problemas con algunos compuestos, que con los ciclos llevan a la ruptura del balón, como lo es en la extracción del ámbar.
Referencias:
1. buzo / agitador / granallas o esferas[5]
2. balón[4]
3. brazo para ascenso del vapor[4]
4. cartucho de extracción o cartucho Soxhlet
5. muestra (residuo)
6. entrada del sifón[5]
7. descarga del sifón[5]
8. adaptador
9. refrigerante (condensador)[5]
10. entrada de agua de refrigeración[5]
11. salida de agua de refrigeración[5]

## En inglés
- Dean-Stark apparatus

- Datos: Q826533
- Multimedia: Soxhlet extractor / Q826533